# José María Gruesso
José María Gruesso (* 1779 in Popayán; † 3. Mai 1835 ebenda) war ein kolumbianischer Lyriker.
Der Sohn wohlhabender Eltern besuchte das Colegio Seminario seiner Heimatstadt und studierte dann Jura in San Bartolomé. Er war Kanoniker an der Kathedrale von Bogotá. Während des Studiums in San Bartolomé lernte er Manuel del Socorro Rodríguez kennen, dessen literarischer Gesellschaft Tertulia Eutropélica er neben José María Valdés, Francisco Antonio Rodrigues und anderen angehörte.
Gruesso gilt als früher Vertreter der Romantik in Lateinamerika. Bekannt wurde vor allem seine Lamentación de Pubén, die 1820 entstand und 1825 in Bogotá erschien und Las noches de Geussor (1804).
| Personendaten    | Personendaten           |
| ---------------- | ----------------------- |
| NAME             | Gruesso, José María     |
| KURZBESCHREIBUNG | kolumbianischer Lyriker |
| GEBURTSDATUM     | 1779                    |
| GEBURTSORT       | Popayán                 |
| STERBEDATUM      | 3. Mai 1835             |
| STERBEORT        | Popayán                 |